# Ascorhynchus glaber
Ascorhynchus glaber là một loài nhện biển trong họ Ascorhynchidae. Loài này thuộc chi Ascorhynchus. Ascorhynchus glaber được miêu tả khoa học năm 1881 bởi Hoek.